# Nordmarianerna vid världsmästerskapen i friidrott 2023
Nordmarianerna tävlade vid världsmästerskapen i friidrott 2023 i Budapest i Ungern mellan den 19 och 27 augusti 2023.

## Resultat
Nordmarianernas trupp bestod av en idrottare.

### Damer
Gång- och löpgrenar
| Idrottare      | Gren      | Försöksheat | Försöksheat | Semifinal        | Semifinal        | Final            | Final            |
| Idrottare      | Gren      | Resultat    | Placering   | Resultat         | Placering        | Resultat         | Placering        |
| -------------- | --------- | ----------- | ----------- | ---------------- | ---------------- | ---------------- | ---------------- |
| Zarinae Sapong | 100 meter | 13,04 0SB0  | 8           | Gick inte vidare | Gick inte vidare | Gick inte vidare | Gick inte vidare |